# Sumiko Mizukubo
Sumiko Mizukubo (水久保 澄子 Mizukubo Sumiko?, 10 de octubre de 1916) nacida como Tatsuko Ogino, es una exactriz japonesa que estuvo activa durante la década de 1930. Nació en Meguro (Tokio), Japón. Asistió a la Escuela Secundaria para chicas de Senzoku, antes de trabajar en la compañía  Shochiku. Su hermana, Kikuko Tagawa, trabajo como bailarina. En la revista, aparecía algunos actores donde más tarde aparecerían en películas, incluyendo a Yumeko Aizome y Kimiyo Otsuka. Mizukubo empezó a trabajar en las compañías de Shochiku Kamata y Nikkatsu Tamagawa, apareció en 39 películas cuando era una actriz joven, muchas de sus películas fueron dirigidas por Naruse Mikio y Ozu Yasujiro. Sin embargo, se retiró de la actuación en 1935, pero continuó con su carrera en la danza y en el teatro.[cita requerida]

## Filmografía
| Año  | Título                                                    |
| ---- | --------------------------------------------------------- |
| 1932 | Mushiabamera hara - como Kasumi, la tercera hija          |
| 1932 | Chocolate Doll como Mieko                                 |
| 1932 | Koi no Tokyo''                                            |
| 1932 | Riku no Wikodo                                            |
| 1932 | Sei Naru Chibusa                                          |
| 1932 | Tsubakihime                                               |
| 1932 | Arashi no naka no shojo                                   |
| 1932 | Kagayake nippon josei                                     |
| 1933 | Hanayome no negoto' como una camarera                     |
| 1933 | Apart from you como Shokiku                               |
| 1933 | Dragnet Girl como Kakuko                                  |
| 1933 | 'Juku no haru                                             |
| 1933 | Yotamono to Kyakusenbi                                    |
| 1933 | Kunisada Chuji: Ruro ruten no maki                        |
| 1933 | Koi no Shohai                                             |
| 1933 | Iro wa nioedo                                             |
| 1933 | A Man with a Married Woman's Hairdo como Toshiko Kajihara |
| 1933 | Tokyo ondo as Sumiko Shimura                              |
| 1933 | Daigaku no waadanna - como la hermana menor de Miyako     |
| 1933 | Jogakusei to yotamono como Kazuko Kitajima                |
| 1933 | Rappa to musume                                           |
| 1933 | Namida no Wataridori                                      |
| 1933 | Hatsukoi no haru                                          |
| 1933 | Aru haha no sugata                                        |
| 1934 | Genkan-ban to ojosan                                      |
| 1934 | Sakura ondo                                               |
| 1934 | Wakafufu shiken bekkyo                                    |
| 1934 | Shingetsu katsuragawa                                     |
| 1934 | Geisha sandaiki showahen                                  |
| 1934 | Onna to umare ta kara nya                                 |
| 1934 | Tsukigata hanpeita                                        |
| 1934 | Musume san nin kangeki jidai                              |
| 1934 | Gantō no shojo                                            |
| 1934 | Guren tai no uta                                          |
| 1935 | Watashi ga oyome ni itta nara                             |
| 1935 | Mittsu no shinju as Syako Kuzuryu                         |
| 1935 | Nichizo getsuzō kyōdō eiga                                |
| 1935 | Kaikoku dai Nippon Nikkatsu                               |